# 서울 일본인 학교 습격 사건
서울 일본인 학교 습격 사건은 2004년 1월 29일 서울특별시 강남구에서 발생한 사건이다.

## 개요
2004년 1월 29일, 서울 일본인 학교 앞에서 통학버스에서 내린 두 명의 유치원생이 현장에서 잠복하고 있던 범인에게 습격당했고, 그 중 한 명이 도끼로 머리를 맞았다. 범인은 다른 원아도 습격하려고 했으나 학교 경비원에게 제지당했다. 도끼로 머리를 맞아 두개골 함몰 골절이라는 중상을 입은 유치원생은 수술을 받고 회복되었다.
체포된 범인은 한국인 남성으로, 과거에 정신질환 치료를 받고 있었기 때문에 경찰은 범인의 정신감정을 의뢰하는 한편, 살인미수혐의로 구속 송치하였다. 검찰은 남성을 살인미수죄로 기소하였고, 그 해 4월 1일 서울지방법원은 범인에게 징역 4년의 판결을 내렸다. 판결에서는 '저항력이 없는 유치원생의 머리를 가격한 것으로 보아 살의가 없다고 볼 수 없다.'라면서도, 범인의 심신이 허약한 상태였던 점을 감안하여 형량을 고려하였다고 했다.

### 여파
다음 날 일본의 문부과학성 초등중등교육국 국제교육과는 해외 각지의 일본인 학교와 보습 수업 학교에 대한 안전 대책 재확인을 지시했다. 또한 문부과학성은 이 사건의 충격으로 인하여 외상후 스트레스 장애를 일으킨 어린이나 부모에 대한 심리치료가 필요하다고 판단하였고, 이에 대한 일본인 학교측의 요청도 있었기에, 문부과학성은 2월 9일부터 13일간 상담 전문가를 일본에서 급히 파견하였다.
파견된 상담 전문가는 학교 임상심리학을 연구중인 오자와 야스지(小澤康司; 당시 릿쇼 대학 심리학부 조교수)였다. 오자와는 1999년 9월 21일에 일어난 921 대지진 후에는 타이중 시의 타이중 일본인 학교에서, 2001년 9월 11일에 일어난 9·11 테러 후에는 뉴욕주, 뉴저지주, 코네티컷주의 일본인 학교를 시작으로 한 많은 재외 교육 시설에서 상담을 한 전문가이다.
서울 일본인 학교에서 오자와는 유치원생이나 초등학생, 중학생이 이해할 수 있도록 수준에 맞게 설명하고, 심리적 안정에 대한 실습도 했다. 또 보호자나 유치원생의 상담도 시행했다. 학교에는 위기사태에 자기 컨트롤을 할 수 있는 스트레스 매니지먼트 교육과 교원, 보호자 등 어린이들의 가까이에서 믿을 수 있는 사람들에게 의한 치료활동, 어린이용의 스트레스 자가진단이나 이야기 회화 요법을 도입하여 충고하기도 했다. 오자와는 이듬해인 2005년 1월 16일, 수마트라섬에서 일어난 해진 피해를 당한 방콕 일본인 학교와 싱가포르 일본인 학교에서도 상담했다.

## 같이 보기
- 서울 일본인 학교